# パニック・フライト
『パニック・フライト』（原題: Red Eye）は、2005年のアメリカ合衆国のジェット・サスペンス・スリラー映画。原題のRed Eyeは、深夜便旅客機を意味する（「目の隈便」を参照）。日本ではビデオスルーとなった。

## あらすじ
ホテルのベテランフロント従業員のリサは、遅れて出発した深夜の飛行機に乗ったところ、空港でのチェックイン時に知り合ったリップナーと隣同士になる。だが、リップナーは実は暗殺グループの一員であり、離陸後、リサの父親の命と引き換えに、標的の政府高官一家が泊まる予定の部屋を変更するようにリサを脅迫する。繰り返し対抗するリサだったがうまくいかず、ついに部下のシンシアに変更を指示する。一家は変更された部屋に通された。沖合では釣り船に偽装した暗殺グループが待機していた。夜が明けた着陸直後、リサはあらかじめ乗客から盗んだボールペンでリップナーののどを刺し、リップナーの携帯電話を奪って、開いたばかりの扉から空港ビルへ逃げ出す。声の出なくなったリップナーは後を追う。ビルを出た直後、車を盗んだリサはホテルへ電話をかけ、シンシアに危険を知らせる。指示通りにシンシアは火災報知器を鳴らし、一家のいる部屋へ向かい、警護員に避難するよう要請する。全員が避難した直後、釣り船から発射されたミサイルが部屋に命中した。リサは父のいる実家へ向かう。実家の前に止まっていた不審な(暗殺グループの)車の中を確認した直後、実家の玄関の前にいるグループのメンバーに気付くが、相手もリサに気付く。リサは車でつっこみ、銃を撃ってくるメンバーをはね、玄関にぶつかって止まる。家に入ったリサは父と再会する。その後、リサは家に入ってきたリップナーと格闘する。最後に父が死んだメンバーの銃でリップナーを撃ち、リップナーは抵抗を止めた。ホテルへ行ったリサは、政府高官から礼を言われ、シンシアと二人でバーへ向かい、映画は幕を閉じる。

## 登場人物
リサ・ライザート
演 - レイチェル・マクアダムス
ホテルの従業員。
ジャクソン・リップナー
演 - キリアン・マーフィー
暗殺グループの一員。リサと空港で出会い、仲良くなる。
ジョー・ライザート
演 - ブライアン・コックス
リサの父親。妻とは離婚している。最近退職した。
シンシア
演 - ジェイマ・メイズ
リサの部下。客の宿泊の予約を消してしまうなど不得手な面もある。
チャールズ・キーフ
演 - ジャック・スカリア
国土安全保障省副長官。
ボブ・テイラー
演 - ロバート・パイン
ホテルの宿泊客。
ダラスの空港でリサと話す女性
演 - アンジェラ・ペイトン
ドクター・フィルに詳しい。

## 配役
| 役名                                     | 俳優                     | 日本語吹替 |
| ---------------------------------------- | ------------------------ | ---------- |
| リサ・ライザート                         | レイチェル・マクアダムス | 柳沢真由美 |
| ジャクソン・リップナー                   | キリアン・マーフィー     | 遊佐浩二   |
| ジョー・ライザート(リサの父親)           | ブライアン・コックス     | 稲葉実     |
| シンシア                                 | ジェイマ・メイズ         | 落合るみ   |
| チャールズ・キーフ(国土安全保障省副長官) | ジャック・スカリア       | 牛山茂     |
| キーフのシークレットサービス             | コルビー・ドナルドソン   | 桐本琢也   |
| ブロンドの女性                           | ローラ・ジョンソン       |            |
| ボブ・テイラー                           | ロバート・パイン         |            |
| リディア・キーフ                         | ベス・トゥセイント       |            |
| ダラスの空港でリサと話す女性             | アンジェラ・ペイトン     |            |

## 制作関係者
- 監督：ウェス・クレイヴン
- 製作：マリアンヌ・マッダレーナ、クリス・ベンダー
- 音楽：マルコ・ベルトラミ
- 原案：カール・エルスワース、ダン・フース
- プロダクションデザイン：ブルース・アラン・ミラー
- 衣装デザイン：メアリー・クレア・ハンナン

## 撮影時にあった事
- 飛行機のトイレの中で取っ組み合うシーンで、実際にキリアン・マーフィーはレイチェル・マクアダムスの頭を打ち付けてしまい、レイチェルは半時間気を失った。そしてキリアンはまた撮影に戻ることが怖かったそう。
- リサの役の候補にネーヴ・キャンベル、アマンダ・ピート、レイチェル・ワイズ、ロビン・ライト、ジェニファー・コネリー、クレア・デーンズが上がっていた。